# Slipstream (informatica)
In informatica il termine Slipstream indica il procedimento attraverso cui vengono integrate nuove caratteristiche (features) o patch all'interno del pacchetto di installazione di un software.

## Utilizzo del termine
Un uso di questo termine, piuttosto comune, è quello di riferirsi al Slipstream dei Service Pack in Windows o in Microsoft Office. Oltre ai service pack, si possono integrare patch e plugin.
In generale, tramite lo slipstream gli amministratori IT aziendali (ma chiunque anche a livello domestico) si possono aggiungere al pacchetto software principale i relativi aggiornamenti, correttivi e accessori. In questo modo la macchina installata è già pronta e non si ha bisogno di eseguire gli aggiornamenti tramite gli strumenti on line dei produttori del software.

## Benefici
Effettuare lo Slipstream di un Service Pack porta benefici sia agli amministratori di Sistema che all'"utente casalingo" quando si è alle prese con installazioni multiple oppure la reinstallazione dello stesso prodotto. Invece, di installare il sistema e successivamente tutti gli aggiornamenti disponibili, si può eseguire tutto in un'unica operazione.
L'operazione di slipstream non è particolarmente complicata se si utilizzano tool di terze parti, anche freeware. L'uso degli strumenti messi a disposizione dei produttori, ad esempio Microsoft, è invece generalmente più complicato.

### Windows
- Come integrare Windows XP con SP2 (Variante 1) - Da Paul Thurrotts's SuperSite per Windows (inglese)
- Come integrare Windows XP con SP2 (Variante 2) - Da HelpWithWindows.com (inglese)
- Come integrare Windows XP con SP2 (Variante 3) - Da TheElderGeek.com (inglese)

#### Strumenti
- HFSLIP, su hfslip.org. URL consultato il 24 novembre 2007 (archiviato dall'url originale il 13 settembre 2008).
- nLite, su nliteos.com.
- RyanVM Integrator, su integrator.siginetsoftware.com. URL consultato il 24 novembre 2007 (archiviato dall'url originale il 18 novembre 2007).
- smithii.com.